# Douglas Maia
Douglas Donizete Maia de Oliveira, meglio noto come Douglas Maia (Arapongas, 12 aprile 1989), è un ex calciatore brasiliano, di ruolo centrocampista.

## Carriera
Nella stagione 2008 gioca 9 partite nella massima serie brasiliana con l'Atlético Paranaense (con il quale gioca anche una partita nella Coppa Sudamericana), successivamente ne gioca altre 6 con il Náutico nella stagione 2009. Dopo essere rimasto svincolato, nel 2012 milita in varie squadre nei campionati statali brasiliani. Nel 2013 viene acquistato dai belgi dell'OH Lovanio, dove colleziona 3 presenze nella massima serie belga (oltre a una presenza in coppa). Dopo essere rimasto svincolato nell'estate del 2014, dal 2016 gioca in vari club della terza e quarta divisione brasiliana.

## Statistiche

### Presenze e reti nei club
Statistiche aggiornate al 7 ottobre 2021.
| Stagione        | Squadra             | Campionato      | Campionato | Campionato | Coppe nazionali | Coppe nazionali | Coppe nazionali | Coppe continentali | Coppe continentali | Coppe continentali | Altre coppe | Altre coppe | Altre coppe | Totale | Totale |
| Stagione        | Squadra             | Comp            | Pres       | Reti       | Comp            | Pres            | Reti            | Comp               | Pres               | Reti               | Comp        | Pres        | Reti        | Pres   | Reti   |
| --------------- | ------------------- | --------------- | ---------- | ---------- | --------------- | --------------- | --------------- | ------------------ | ------------------ | ------------------ | ----------- | ----------- | ----------- | ------ | ------ |
| 2008            | Atlético Paranaense | A               | 9          | 0          | CB              | 0               | 0               | CS                 | 1                  | 0                  |             | -           | -           | 10     | 0      |
| 2009            | Náutico             | A               | 6          | 0          | CB              | 0               | 0               |                    | -                  | -                  |             | -           | -           | 6      | 0      |
| 2012            | Camboriú            | PD/SC           | 3          | 0          |                 | -               | -               |                    | -                  | -                  |             | -           | -           | 3      | 0      |
| 2012            | Bragantino          | A1/SP           | 1          | 0          |                 | -               | -               |                    | -                  | -                  |             | -           | -           | 1      | 0      |
| 2013-2014       | OH Lovanio          | D1              | 3          | 0          | CB              | 1               | 0               |                    | -                  | -                  |             | -           | -           | 4      | 0      |
| 2016            | Juventus-SP         | A2/SP           | 7          | 1          |                 | -               | -               |                    | -                  | -                  |             | -           | -           | 7      | 1      |
| 2017            | Portuguesa          | C               | 8          | 0          | CB              | 0               | 0               |                    | -                  | -                  |             | -           | -           | 8      | 0      |
| 2017            | Nacional-SP         | A3/SP           | 7          | 0          |                 | -               | -               |                    | -                  | -                  |             | -           | -           | 7      | 0      |
| 2018            | URT                 | M1/MG+D         | 11+7       | 0          | CB              | 1               | 0               |                    | -                  | -                  |             | -           | -           | 19     | 0      |
| 2019            | URT                 | M1/MG           | 7          | 1          | CB              | 1               | 0               |                    | -                  | -                  |             | -           | -           | 8      | 1      |
| Totale URT      | Totale URT          | Totale URT      | 25         | 1          |                 | 2               | 0               |                    | -                  | -                  |             | -           | -           | 27     | 1      |
| 2019            | Patrocinense        | D               | 8          | 0          |                 | -               | -               |                    | -                  | -                  |             | -           | -           | 8      | 0      |
| Totale carriera | Totale carriera     | Totale carriera | 77         | 2          |                 | 3               | 0               |                    | 1                  | 0                  |             | -           | -           | 81     | 2      |

## Palmarès

### Club

#### Competizioni nazionali
- Campeonato Paulista Série A3: 1

Nacional-SP: 2017